# Adrian Gomboc
Adrian Gomboc (* 20. ledna 1995 Murska Sobota) je slovinský zápasník-judista.

## Sportovní kariéra
S judem začal v rodné Murské Sobotě pod vedením Silvo Kavčiče. V roce 2012 přestoupil do armádního tréninkové centra v Celji, kde se připravuje pod vedením Marjana Fabjana a jeho asistentů. V slovinské seniorské reprezentaci se pohybuje od roku 2013. V roce 2016 dosáhl na evropskou kontinentální kvótu pro účast na olympijských hrách v Riu, o kterou sváděl napínavý souboj s krajanem Andražem Jerebem. V úvodním kole olympijského turnaje v Riu poslal po minutě boje na ippon technikou seoi-nage úřadujícího mistra Evropy Gruzínce Važu Margvelašviliho. V dalším kole si pohlídal dobře připraveného Zambijce Mathewse Punzu, kterého technikami sode-curikomi-goši a sumi-gaeši porazil na wazari-ippon. Ve čtvrtfinále se hned v prvních sekundách zápasu proti Kanaďanu Antoine Bouchardovi dostal do vedení na wazari, když okontroval jeho uči-matu a minutu před koncem vítězství pojistil málo vídanou kombinací sode-curikomi-goši+soto-makikomi na wazari-ippon. V semifinále však narazil na formu Itala Fabia Basileho, který ho do finále nepustil o dvě šida. V boji o třetí místo proti němu stál velezkušený Uzbek Rishod Sobirov, který ho v polovině zápasu přepral na zemi a nasadil škrcení. Obsadil 5. místo.
V roce 2018 v úvodu navázal na úspěšnou olympijskou sezonu, ale v letní přípravě na mistrovství světa v Budapešti byl trenérem Fabjanem vyloučen z reprezentačního týmu za špatnou životosprávu.

### Vítězství
- 2015 - 2x světový pohár (Kluž, Tchaj-wan)

## Výsledky
| Olympijské hry     |    |     | —   |    |    |     | 5. |    |    |  |  |  |  |  |  |  |  |  |  |  |  |  |  |  |  |  |
| Mistrovství světa  | —  | —   |     | —  | —  | —   |    | —  |    |  |  |  |  |  |  |  |  |  |  |  |  |  |  |  |  |  |
| Evropské hry       |    |     |     |    |    | úč. |    |    |    |  |  |  |  |  |  |  |  |  |  |  |  |  |  |  |  |  |
| Mistrovství Evropy | —  | —   | —   | —  | 7. | úč. | 5. | 2. | 1. |  |  |  |  |  |  |  |  |  |  |  |  |  |  |  |  |  |
| MS juniorů         | —  | —   |     | 3. | —  | —   |    |    |    |  |  |  |  |  |  |  |  |  |  |  |  |  |  |  |  |  |
| ME juniorů         | —  | —   | úč. | —  | —  | —   |    |    |    |  |  |  |  |  |  |  |  |  |  |  |  |  |  |  |  |  |
| ME dorostenců      | 5. | úč. |     |    |    |     |    |    |    |  |  |  |  |  |  |  |  |  |  |  |  |  |  |  |  |  |